# Calathura brachiata
Calathura brachiata är en kräftdjursart som först beskrevs av William Stimpson 1853.  Calathura brachiata ingår i släktet Calathura och familjen Leptanthuridae. Arten är reproducerande i Sverige. Inga underarter finns listade i Catalogue of Life.